# フィル・ハートマン
フィル・ハートマン（Phil Hartman、1948年9月24日 - 1998年5月28日）は、カナダオンタリオ州生まれの俳優・声優・コメディアン・脚本家。

## 来歴
コメディアンで俳優として知られていたハートマンは、1948年にカナダのオンタリオ州に生まれる。1957年に一家はアメリカ合衆国へ移住し、カリフォルニア州ロサンゼルスの高校を経て、カリフォルニア州立大学ノースリッジ校を卒業。1990年代にはアメリカの市民権も獲得している。
持前のユーモアを活かしてコメディアンを志し始めたハートマンは、カリフォルニアを拠点に活動するコメディ集団のザ・グラウンドリングスに参加する。そこで同じくコメディアンとして活動していたポール・ルーベンスと出会い、ルーベンスの十八番でもあるキャラクター“ピーウィー・ハーマン”のエピソードの脚本を共同で執筆。その後、ルーベンスがピーウィー役で主演し、映画監督のティム・バートンが長編映画デビューを果たした『ピーウィーの大冒険』においても脚本の一人としてクレジットされている。同作品は大ヒットを記録し、バートンがその後飛躍する一つのきっかけともなった。
1986年からはNBC局が製作した人気テレビ番組『サタデー・ナイト・ライブ』にレギュラーとして出演。ロナルド・レーガン大統領やジャック・ニコルソンなどのモノマネで一躍その名が知られる。また、ポール・ルーベンスの人気番組『ピーウィーのプレイハウス』では、ピーウィーの親友であるキャプテン・カールを演じ、人気を博した。1990年代に入ると、声優としてフォックスのアニメシリーズ『ザ・シンプソンズ』で声のゲスト出演として多数のエピソードに出演。その後も、映画・テレビなど様々なフィールドでその才能を発揮した。
宮崎駿監督の日本映画作品『魔女の宅急便』が米国で公開された際には、黒猫“ジジ”の声も担当している。1996年に製作されたファミリー映画『ジングル・オール・ザ・ウェイ』では、アーノルド・シュワルツェネッガー演じる主人公の隣人を厭味ったらしく演じて、笑いを誘った。

## 銃撃事件
1998年5月28日、ロサンゼルスにある寝室でベッドに横たわり、数発もの銃撃を受けた射殺体で発見される。同じ寝室内で妻で女優だったブリン・ハートマンが自ら頭を銃で撃ちぬいた形で発見され、警察当局はハートマンはブリンによって射殺されたと発表した。49歳だった。

## 出演作品

### 映画
- The Gong Show Movie（1980）
- Cheech & Chong's Next Movie（1980）
- ピーウィーの大冒険 Pee-wee's Big Adventure（1985）
- ジャンピン・ジャック・フラッシュ Jumpin' Jack Flash（1986）
- サボテン・ブラザース !Three Amigos!（1986）
- ブラインド・デート Blind Date（1987）
- Amazon Women on the Moon（1987）
- フレッチ登場!/5つの顔を持つ男 Fletch Lives（1989）
- クイック・チェンジ Quick Change（1990）
- ローデッド・ウェポン1 Loaded Weapon 1（1993）
- コーンヘッズ Coneheads（1993）
- ハネムーンは命がけ So I Married an Axe Murderer（1993）
- 遺産相続は命がけ!? Greedy（1994）
- ハウスゲスト/あんただ〜れ? Houseguest'（1995）
- スティーブ・マーティンのSGT.ビルコ/史上最狂のギャンブル大作戦 Sgt. Bilko（1996）
- ジングル・オール・ザ・ウェイ Jingle All the Way（1996）
- スモール・ソルジャーズ Small Soldiers（1998）※遺作

### テレビ番組
- ピーウィー・ハーマン・ショー The Pee-wee Herman Show（1981）
- サタデー・ナイト・ライブ Saturday Night Live（1986–1994）
- ピーウィーのプレイハウス Pee-wee's Playhouse（1986–1987）
- ダナ・カーヴィ・ショー The Dana Carvey Show（1996）

### テレビドラマ
- NewsRadio (1995–1998)
- となりのサインフェルド Seinfeld（1996）
- 3rd Rock from the Sun（1996–1998）

### テレビアニメ
- スクービー&スクラッピー ドゥー Scooby-Doo and Scrappy-Doo (1979)
- わんぱくダック夢冒険 Dack Tales（1987）
- ビルとテッドの大冒険 Bill & Ted's Excellent Adventures（1990）
- タイニー・トゥーンズ Tiny Toon Adventures（1990）
- ダックにおまかせ ダークウィング・ダック Darkwing Duck（1991）
- ザ・シンプソンズ The Simpsons（1991–1998）
- アニマニアックス Animaniacs（1993）
- The Critic（1994）

### 劇場版アニメ
- ブレイブ・リトル・トースター The Brave Little Toaster（1987）
- 魔女の宅急便（1998、ジジ役）※遺作、エンドクレジットに追悼テロップが流された。

### ビデオゲーム
- The Simpsons: Virtual Springfield（1997）
- Blasto（1998）

### 脚本
- ピーウィーの大冒険 Pee-wee's Big Adventure（1985）